# Tremont City
Tremont City és una població dels Estats Units a l'estat d'Ohio. Segons el cens del 2000 tenia 349 habitants.

## Demografia
Segons el cens del 2000, Tremont City tenia 349 habitants, 134 habitatges, i 95 famílies. La densitat de població era de 499,1 habitants/km².
Dels 134 habitatges en un 41% hi vivien nens de menys de 18 anys, en un 50,7% hi vivien parelles casades, en un 13,4% dones solteres, i en un 28,4% no eren unitats familiars. En el 24,6% dels habitatges hi vivien persones soles el 3% de les quals corresponia a persones de 65 anys o més que vivien soles. El nombre mitjà de persones vivint en cada habitatge era de 2,6 i el nombre mitjà de persones que vivien en cada família era de 3,1.
Per edats la població es repartia de la següent manera: un 29,8% tenia menys de 18 anys, un 8,6% entre 18 i 24, un 34,4% entre 25 i 44, un 19,8% de 45 a 60 i un 7,4% 65 anys o més.
L'edat mediana era de 32 anys. Per cada 100 dones de 18 o més anys hi havia 97,6 homes.
La renda mediana per habitatge era de 50.000 $ i la renda mediana per família de 51.250 $. Els homes tenien una renda mediana de 33.958 $ mentre que les dones 26.875 $. La renda per capita de la població era de 19.139 $. Aproximadament el 7,5% de les famílies i el 5,8% de la població estaven per davall del llindar de pobresa.

## Poblacions més properes
El següent diagrama mostra les poblacions més properes.